# Берегуардо
Берегуа̀рдо (на италиански: Bereguardo, на местен диалект: Balguart, Балгуарт) е малко градче и община в Северна Италия, провинция Павия, регион Ломбардия. Разположено е на 98 m надморска височина. Населението на общината е 2776 души (към 2017 г.).